# Климчук, Валентин Васильевич
Валенти́н Васи́льевич Климчу́к (укр. Валентин Васильович Климчук, позывной — Руна; 25 февраля 1996, Стадница — 12 июля 2022, Любомировка) — украинский военнослужащий, старший солдат, участник российско-украинской войны. Герой Украины (8 июля 2023, посмертно).

## Биография
Валентин Климчук родился 25 февраля 1996 года в село Стадница Винницкой области Украины.
В 2014 году окончил обучение в Винницком высшем художественном профессионально-техническом училище по специальности «электрогазосварщик».
После окончания училища, в возрасте 18 лет, принял участие в войне в Донбассе. В составе 59-й омбр Валентин Климчук прошёл три ротации в районе боевых действий. Демобилизовался в 2017 году. Впоследствии работал на заводе, строительстве и за границей.
С началом полномасштабного российского вторжения на территорию Украины был мобилизован и находился на передовой, занимал военную должность разведчика. По данным Украины, в июле 2022 года во время штурма позиций в Николаевской области лично совершил подрыв двух российских блиндажей и захватил боевые документы противника. Погиб от пули снайпера 12 июля 2022 года возле села Любомировка Николаевской области. Служил пулемётчиком. Похоронен в родном селе Стадница Винницкой области.

## Награды
- Звание «Герой Украины» с вручением ордена «Золотая Звезда» (8 июля 2023, посмертно) — за личное мужество и героизм, проявленные в защите государственного суверенитета и территориальной целостности Украины, верность военной присяге[4].